# Kiebitzmühle

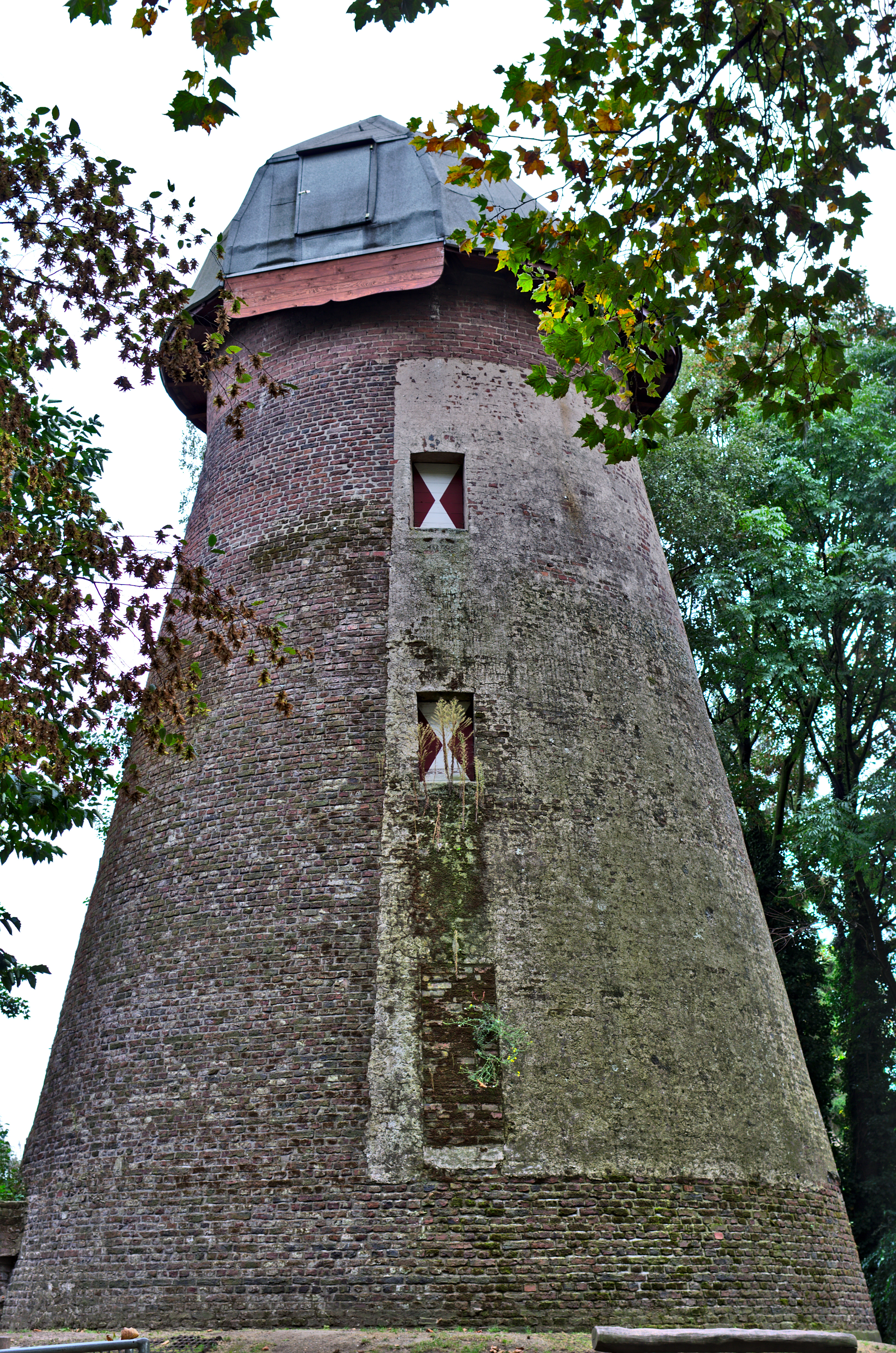
Kiebitzmühle (2016)

Die Kiebitzmühle befindet sich am Ostrand des Schwelgernparks im Stadtteil Marxloh des Stadtbezirks Hamborn in der kreisfreien Großstadt Duisburg in Nordrhein-Westfalen. Die denkmalgeschützte ehemalige Turmwindmühle steht heute auf dem Gelände einer Kindertagesstätte.

## Gebäudemerkmale
Die von Bäumen umgebene Kiebitzmühle ist ein aus Backsteinen errichteter Wallholländer. Nicht mehr erhalten sind die Flügel und der Steert am Mühlenturm sowie das Müllerhaus samt Garten. Von der ursprünglichen Windmühle existieren jedoch noch alte Mühlsteine, die als Dekorationsobjekte auf dem Gelände zu sehen sind. Die ebenfalls ausgestellten Steine eines Kollergangs lassen auf eine ehemalige Getreide- und Ölmühle schließen.

## Geschichte
Die Kiebitzmühle wurde 1856 für einen Erben des Passmann-Hofes errichtet und zeitweise verpachtet. Zu dieser Zeit war der Schwelgernbereich noch ein Bruchgebiet in einem verlandeten Altarm des Rheins. Die Mühle lag hier im Feuchtgebiet auf einem Hügel, dem Kiebitzberg. Mühle und Altarm befanden sich in einem bäuerlichen Umfeld mit Feldern, Gärten und Bauernhöfen.
Schon nach 10 Jahren brannte die Mühle ab und wurde einige Jahre später wieder aufgebaut. Nachdem sie um 1900 eine zusätzliche Dampfmaschine für den Antrieb erhalten hatte, war sie bis 1912 in Betrieb. Im selben Jahr wurde sie an die Gewerkschaft Deutscher Kaiser verkauft und ging später in den Besitz der Rheinischen Wohnstätten AG über.
1918 wurde die Mühle durch Gewitterstürme schwer beschädigt. Die Flügel drehten sich durch die Sturmgewalt rückwärts und wurden zusammen mit der Haube aus den Fugen gerissen.
Heute befindet sich die Mühle im Besitz der Stadt Duisburg. Im Zuge einer Außensanierung im Jahre 1985 erhielt sie eine neue Schindelhaube. Der Unterbau wird als Lagerraum genutzt.

## Denkmalschutz
Die Kiebitzmühle wurde am 18. Juni 1985 unter der Nummer 90 in die Liste der Baudenkmäler in Duisburg-Hamborn eingetragen.